# Estonská sovětská socialistická republika
Estonská sovětská socialistická republika (estonsky Eesti Nõukogude Sotsialistlik Vabariik, rusky Эстонская Советская Социалистическая Республика, české zkratky Estonská SSR a ESSR, estonské zkratky Eesti NSV a ENSV) byla svazová republika Sovětského svazu, vzniklá okupací Estonska Sovětským svazem roku 1940 a trvající do obnovení estonské samostatnosti roku 1991.

## Dějiny
V roce 1939 začal Sovětský svaz podnikat diplomatické a vojenské kroky ke znovunabytí vlády nad strategicky položeným Estonskem. V srpnu 1939 si dvoustrannou smlouvou s nacistickým Německem zajistil německý souhlas pro invazi do Pobaltí. V září téhož roku pod bezprostřední hrozbou vojenské invaze vnutil dosud neutrálnímu Estonsku smlouvu o sovětských vojenských základnách na estonském území.

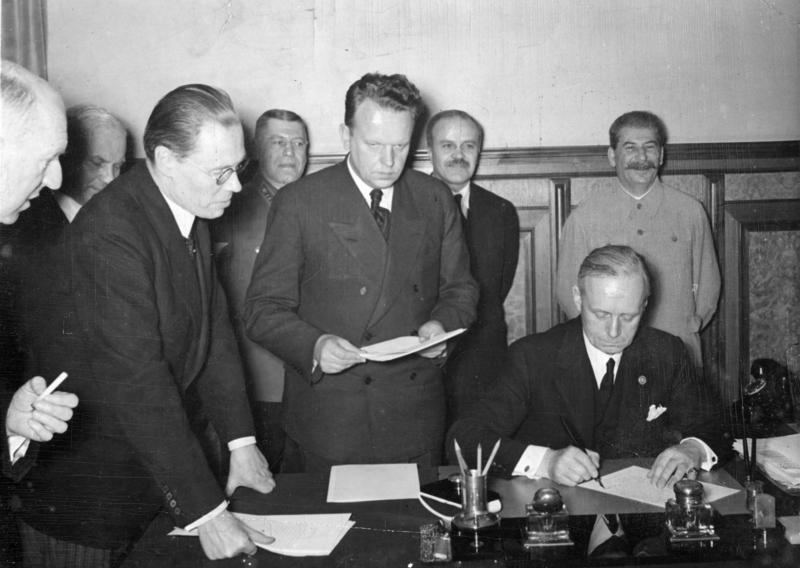
Podpis německo-sovětského paktu 1939

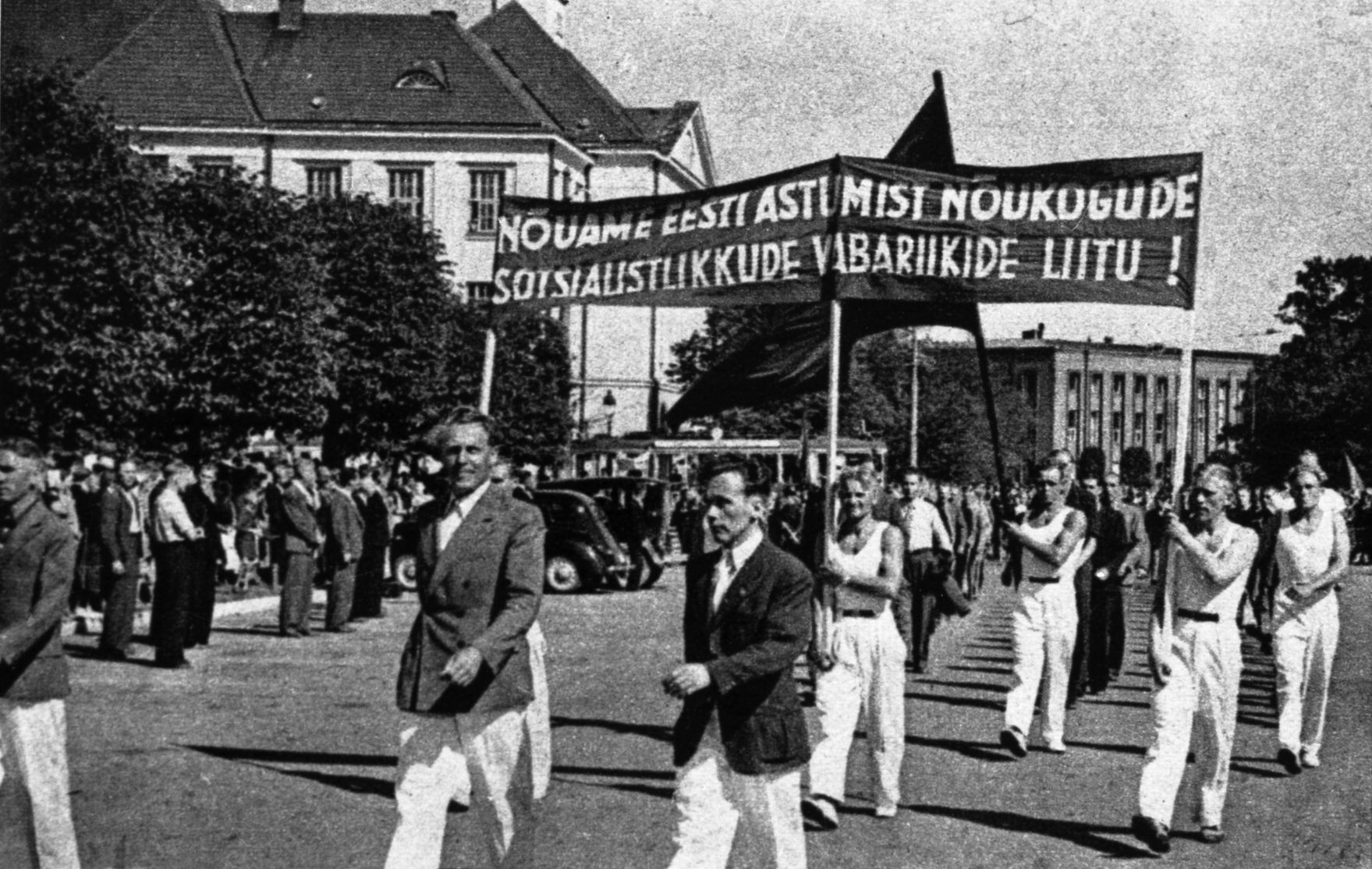
Demonstrace estonských bolševiků v Tallinnu 17. července 1940

16. června následujícího roku obvinil Sovětský svaz Estonsko z neplnění smlouvy o vojenských základnách a zahájil tzv. Červnový převrat (Juunipööre). 17. června vstoupily do Estonska okupační jednotky Rudé armády. Již zcela v sovětské režii vytvořili pak 21. června estonští bolševici prosovětskou vládu v čele s Johannesem Varesem, která 21. července vyhlásila Estonskou sovětskou socialistickou republiku a požádala o začlenění do Sovětského svazu, které bylo formálně završeno 6. srpna.
Okamžitě po převzetí moci byla sověty zahájena likvidace politických odpůrců a násilná kolektivizace. Sovětská okupace byla v rámci válečných událostí roku 1941 vystřídána německou, avšak roku 1944 zemi znovu dobyla Rudá armáda a nastolila opět v plném rozsahu sovětskou vládu. Celkem přibližně padesát tisíc Estonců, kteří se zúčastnili ve válce na straně fašistů, bylo potrestáno zákonnou vládou, dalších asi osmdesát tisíc bylo uvězněno či odsunuto na Sibiř, přičemž bylo povoleno nechat rodiny spolu (děti a mladiství takovým způsobem nepřišli o rodiče).

Více než osmdesát tisíc Estonců uprchlo ze země buď již před návratem sovětské moci roku 1944, nebo v následujících letech. Hlavní vlny emigrace mířily do Švédska a Kanady, kde vznikla centra mimosovětské estonské kultury. V Estonsku samotném se několik desítek tisíc Estonců účastnilo aktivního odboje proti sovětské moci. Vzniklo silné partyzánské hnutí, které se podařilo sovětům zcela zlikvidovat až v sedmdesátých letech.

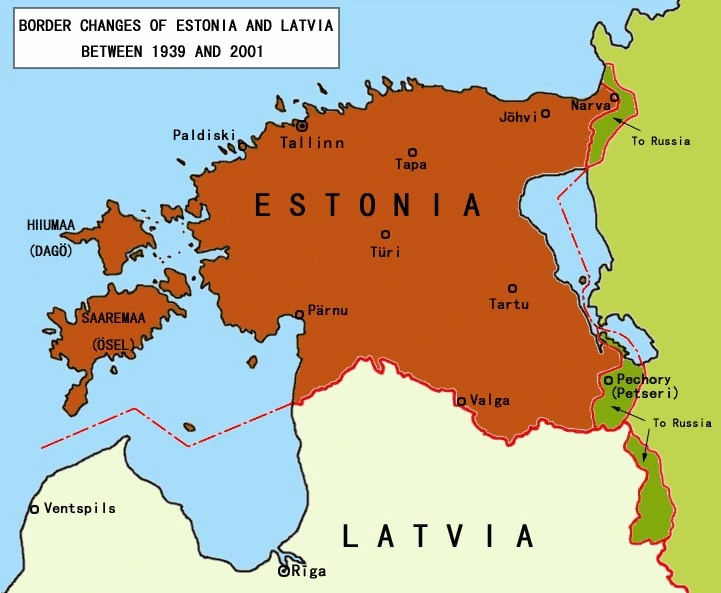
Oblasti Estonska připojené k Rusku

Během sovětské vlády byla kromě kolektivizace zemědělství a průmyslových podniků rovněž výrazně posílena industrializace země, a to zejména v oblasti těžkého průmyslu. Na místo odsunutých nebo uprchlých Estonců a do nových průmyslových velkopodniků byly do země přistěhovány statisíce pracovníků z celého území Sovětského svazu. Však sovětská moc všemožně podporovala estonský jazyk, ale zároveň rostl zájem i o ruštinu, jako jazyk mezinárodní komunikace. Část území Estonska bylo připojeno k Rusku a po rozpadu SSSR už zůstalo jeho součástí.

## Obnovení estonské nezávislosti
V druhé polovině 80. let se i ve sdělovacích prostředcích Estonské SSSR začala objevovat dříve tvrdě potlačovaná kritika některých stránek sovětského režimu. První vlna kritiky zazněla z úst akademických vědců a týkala se ochrany přírody a životního prostředí, a vyvrcholila tzv. Fosforitovou válkou v letech 1987–1988. V dalších oblastech se ozvaly kritické hlasy po vyhlášení perestrojky v roce 1987. Souběžně s kritikou konkrétních nešvarů se objevily reálné plány na obnovení estonské suverenity; jimi byla plně prodchnuta Estonská zpívající revoluce v letech 1987–1988. Ve všech třech pobaltských republikách se zformovala národní hnutí za suverenitu; v Estonsku bylo takovým hnutím Rahvarinne (Lidová fronta).
Dne 16. listopadu 1988 přijal nejvyšší sovět Estonské SSR deklaraci o zákonodárné suverenitě ESSR, podle níž na území ESSR platí zákony SSSR jen v případě, jsou-li potvrzeny zákonodárným sborem ESSR. Tato deklarace byla 26. listopadu nejvyšším sovětem SSSR prohlášena za neplatnou. Reakce ústřední vlády se omezila na verbální úroveň, takže následně po estonském příkladu vyhlásila 18. května 1989 svou zákonodárnou suverenitu Litevská SSR a 28. července Lotyšská SSR. Týž rok plánované volby do Sjezdu lidových zástupců, tedy nejvyššího zákonodárného orgánu SSSR, byly nejvyššími sověty baltských republik nově otevřeny více kandidátkám. V Estonsku se tedy mohlo voleb zúčastnit i Rahvarinne, které tak získalo 27 z 36 poslanců, připadajících na ESSR. 24. února 1990 pak Rahvarinne podobně zvítězilo ve volbách do Sjezdu lidových zástupců ESSR, a 16. března též ve volbách do Nejvyššího sovětu ESSR. Obdobný vývoj probíhal souběžně i v Litevské a Lotyšské SSSR. Nejvyšší orgány všech tří republik si nyní veřejně vytyčily za cíl obnovení plné suverenity.
Sovětské vedení se snažilo vývoj v baltských republikách zvrátit nejprve výhrůžkami na politické úrovni, od března 1990 hospodářskou blokádou, průběžně pak podporou ruských bolševických skupin v Pobaltí, které během roku 1990 od demonstrací za zachování jednoty Sovětského svazu přešly k násilným akcím. V lednu 1991 nakonec došlo na nasazení armádních jednotek a speciálních jednotek OMON. 13. ledna 1991 bylo sovětskými vojáky při útoku na vilniuský televizní vysílač zabito 13 neozbrojených Litevců, 20. ledna jednotkami OMON při útoku na budovu ministerstva vnitra v Rize 5 Lotyšů. Tyto akce se setkaly s rozsáhlým mezinárodním odsouzením, k němuž se připojilo i vedení Ruské svazové republiky. Ještě 13. ledna večer dorazil nejvyšší ruský představitel Boris Jelcin do Tallinnu, kde podepsal smlouvy o vzájemných vztazích mezi Ruskem a baltskými republikami a ve veřejném projevu apeloval na sovětské vojáky v Pobaltí, aby se nedopouštěli násilností.

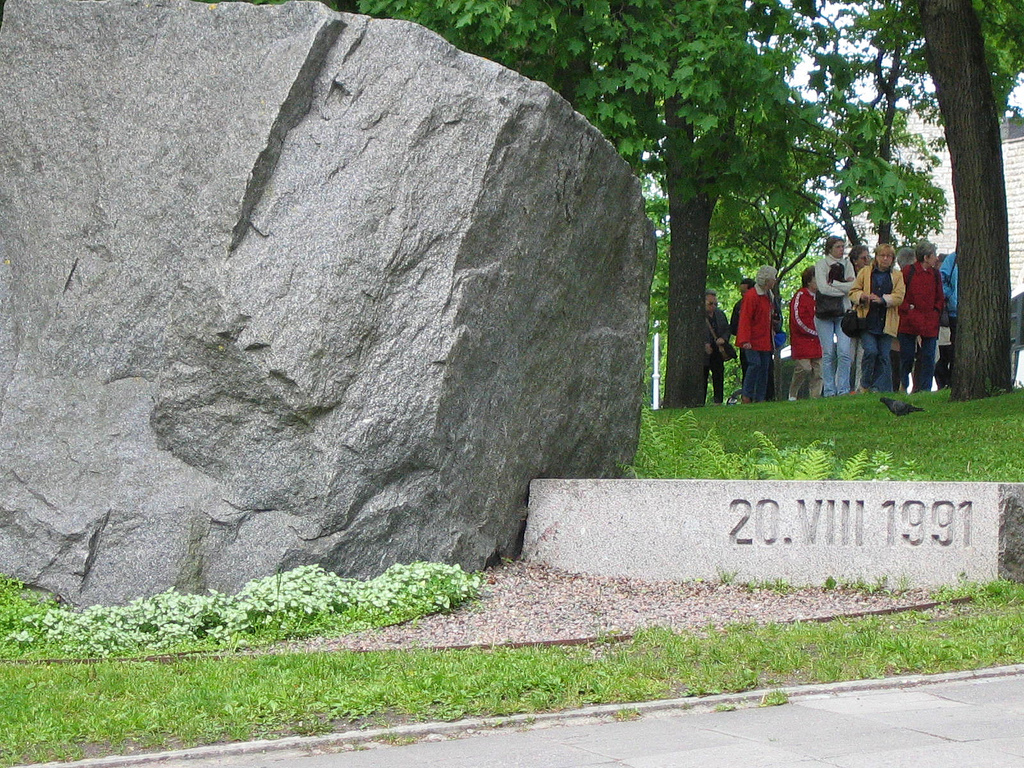
Památník znovuvyhlášení samostatnosti v Tallinnu – jeden z balvanů, jimiž shromáždění Estonci bránili parlament před útokem sovětských vojáků

Nejvyšší sovět SSSR ve snaze zachovat jednotu sovětské říše vyhlásil na březen 1991 všesvazové referendum o zachování Sovětského svazu. Baltské republiky je bojkotovaly, a místo něho vyhlásily vlastní referenda o obnovení suverenity. V Estonsku se referendum konalo 3. března a 77,8 % hlasů podpořilo estonskou samostatnost. Konečným popudem k jejímu vyhlášení se stal vojenský puč v Moskvě 19. srpna 1991. Nejvyšší sovět ESSR vyhlásil obnovení plné státní suverenity Estonska hned 20. srpna, a dočkal se takřka okamžitého uznání od Borise Jelcina, hlavního protihráče pučistů.
Estonskou suverenitu uznala během několika týdnů většina západních států, ještě téhož roku i Sovětský svaz. 17. září 1991 byly v sídle Organizace spojených národů slavnostně vztyčeny státní vlajky všech tří baltských republik. Roku 1994 opustily zemi též poslední ruské vojenské jednotky.
Opětovně suverénní Estonsko navázalo právně na předválečnou estonskou První republiku. Stejně jako ostatní baltské země odmítlo vstup do Společenství nezávislých států, ale stalo se součástí NATO 29. března 2004 a EU 1. května téhož roku.